# Отличай людей
«Отличай людей» — второй сольный альбом российского рэп-исполнителя Slim’a, вышедший 1 февраля 2011 года.

Диск дебютировал на втором месте российского чарта продаж.

В альбом вошло девятнадцать, включая один бонус-трек, песен, основанных на реальных событиях и частично рассказывающих о жизни самого рэпера: о взлётах, о падениях, о любви, о дружбе, о жизни, в которой есть смысл, пусть не всегда понятный для всех, но есть. Совместные песни оказались записаны с теми же людьми, которые были на первом сольном альбоме Slim’a.

## Общая информация
- В данный момент на несколько треков из альбома сняты клипы: «Демоны», «Шаги», «На облаках», «Шум», «Те дни», «Тайное становится явным», и «Свадьба 2».
- Альбом был выпущен 1 февраля 2011 года, хотя первоначальная дата была 28 января.
- Презентация альбома прошла в Москве в клубе «Воздух» 5 марта. На этом концерте были исполнены как треки с нового альбома, так и с первого, а также песни группы «Centr»[4].
- Явно заметно сходство музыкальной составляющей ремикса «Будь осторожен» за авторством некого Б.П и песни «Getting Up Anthem» Талиба Квели и Ракима.

## Список композиций
| №   | Название                              | Текст песни                     | Музыка            | Длительность |
| --- | ------------------------------------- | ------------------------------- | ----------------- | ------------ |
| 1.  | «Начало»                              | Slim, Ваня Ленин                | Slim              | 2:15         |
| 2.  | «Поле Чудес» (уч. Быба)               | Slim, Быба                      | Slim              | 3:41         |
| 3.  | «Безопасный Джойнт»                   | Slim                            | Slim              | 4:16         |
| 4.  | «На Облаках» (уч. Артём Татищевский)  | Slim, Артём Татищевский         | Slim              | 3:16         |
| 5.  | «Шум»                                 | Slim                            | Slim              | 3:42         |
| 6.  | «Застрахуй Машину»                    | Slim                            | Slim, Ahimas      | 4:58         |
| 7.  | «Тайное Становится Явным» (уч. Стриж) | Slim, Стриж                     | Slim, Ahimas      | 3:42         |
| 8.  | «Имени Ленина» (уч. Скин, Mesr)       | Slim, Скин, Mesr                | Slim              | 4:32         |
| 9.  | «Птаха Интересуется» (скит)           | Slim, Птаха                     | —                 | 2:48         |
| 10. | «Свадьба 2» (уч. Тати)                | Slim                            | Slim              | 3:58         |
| 11. | «Высота» (уч. Loc-Dog)                | Slim, Loc-Dog                   | Loc-Dog           | 3:38         |
| 12. | «New Era» (конец, Света)              | Slim                            | Slim              | 3:55         |
| 13. | «Те Дни» (уч. Птаха, версия 2010)     | Slim, Птаха                     | Miko              | 4:28         |
| 14. | «Romance» (уч. Rkp-Uno)               | Slim, Rkp-Uno                   | Rkp-Uno           | 4:02         |
| 15. | «Шаги» (уч. «VBT Вектор Beat»)        | Slim, Артём Татищевский, Тимоха | Артём Татищевский | 5:12         |
| 16. | «Дымовые Замесы»                      | Slim                            | Daffy Production  | 6:06         |
| 17. | «Демоны» (уч. «Константа»)            | Slim, Словетский, Митя          | Slim              | 5:19         |
| 18. | «Пазл» (при уч. «F.Y.P.M.»)           | Slim, MC Молодой, 5 Плюх        | DJ Nik-One        | 4:16         |

| №   | Название               | Текст песни | Музыка | Длительность |
| --- | ---------------------- | ----------- | ------ | ------------ |
| 19. | «Будь Осторожен» (rmx) | Slim        | Б.П    | 3:49         |

## Рецензии
Если отвлечься  от концепций, то перед нами сильная настроенческая работа, именно то, что умеет автор и что от него ждут. На субъективных весах, в целом сильнее, чем «Холодно». С занятными житейскими историями – «Застрахуй» и особенно «Дымовые замесы», для любителей прошлого.
 — пишет Руслан Муннибаев на сайте Rap.ru.

## Позиции в чартах
| Страна | Наивысшая позиция |
| ------ | ----------------- |
| Россия | 2                 |

## Принимали участие
| - Быба - «VBT Вектор Beat» - Артём Татищевский - Тимоха VBT - Стриж - Скин - Mesr - Птаха - Тати | - Loc-Dog - Rkp-Uno - «Константа» - Словетский - М. Северный - «F.Y.P.M.» - 5 Плюх - MC Молодой |

## Участники записи
| - Слова: Slim (1-18), Ваня Ленин (1), Быба (2), Артём Татищевский (4, 15), Стриж (7), Скин (8), Mesr (8), Птаха (9, 13), Loc-Dog (11), Rkp-Uno (14), Тимоха VBT (15), Словетский (17), Митя (17), MC Молодой (18), 5 Плюх (18) | - Музыка: Slim (1-3, 6-8, 10-12, 17, 18), PTF (4), Анти4 «Da.Бро» (5), Ahimas (6, 7), Miko (13), Rkp-Uno (14), Артём Татищевский (15), Daffy «12 Пакетов» (16), скрэтч: DJ Tactics (1, 5), DJ Shved (13), DJ Nik-One (18), сведение: IgnatBeatz (1-14, 16-18), «Bass Records» (15), мастеринг: Григорий Phist, оформление: Алексей Бархан. |